# Oleg Kononenko
Oleg Dmitrievič Kononenko (in russo: Олег Дмитриевич Кононенко; Türkmenabat, 21 giugno 1964) è un cosmonauta russo.
Ha preso parte a quattro missioni spaziali di sei mesi: Sojuz TMA-12 (Expedition 17) nel 2008, Sojuz TMA-03M (Expedition 30/31) nel 2011, Sojuz TMA-17M (Expedition 44/45) nel 2015 e Sojuz MS-11 (Expedition 57/58/59) nel 2018. Il 15 settembre 2023 è partito per la sua quinta missione spaziale sulla ISS per prendere parte alla missione annuale Expedition 70/71, durante la quale, alle 08:30:08 UTC del 4 febbraio 2024, è diventato detentore del record di giorni nello spazio, superando Gennadij Padalka, accumulando più di 878 giorni nello spazio. È tornato sulla Terra il 23 settembre 2024 dopo più di un anno di missione; in quel momento ha accumulato 1110 giorni non consecutivi nello spazio. 

## Biografia

### Istruzione
Si laureò come ingegnere meccanico nel corso Motori aeronautici all'Accademia militare "N.E. Žukovskij" a Charkiv nel 1988. Nel luglio 1996 si diplomò al Corso di alta formazione statale per dirigenti, operatori ingegneri, tecnici e scienziati in Scienza dei brevetti e invenzioni. Si laureò in  "Amministrazione statale e municipale" presso l'Accademia presidenziale russa dell'economia nazionale e della pubblica amministrazione.

### Carriera di ingegnere
Dal settembre 1981 all'agosto 1982 lavorò come assemblatore presso la base dell'aviazione della squadra aerea di Chardjui (poi diventata Türkmenabat) in Turkmenistan. Dall'aprile 1988 al settembre 1994 lavorò come ingegnere (dal 1º dicembre 1990 - progettista di 3º categoria, dal 1º aprile 1992 - progettista di 2º categoria, dal 1º dicembre 1992 - progettista di 1º categoria , dal 1º settembre 1994 - capo ingegnere progettista) nel 501º dipartimento della società Central Specialized Design Bureau (poi diventata Progress Rocket Space Centre) a Kujbyšev. 

### Carriera di cosmonauta

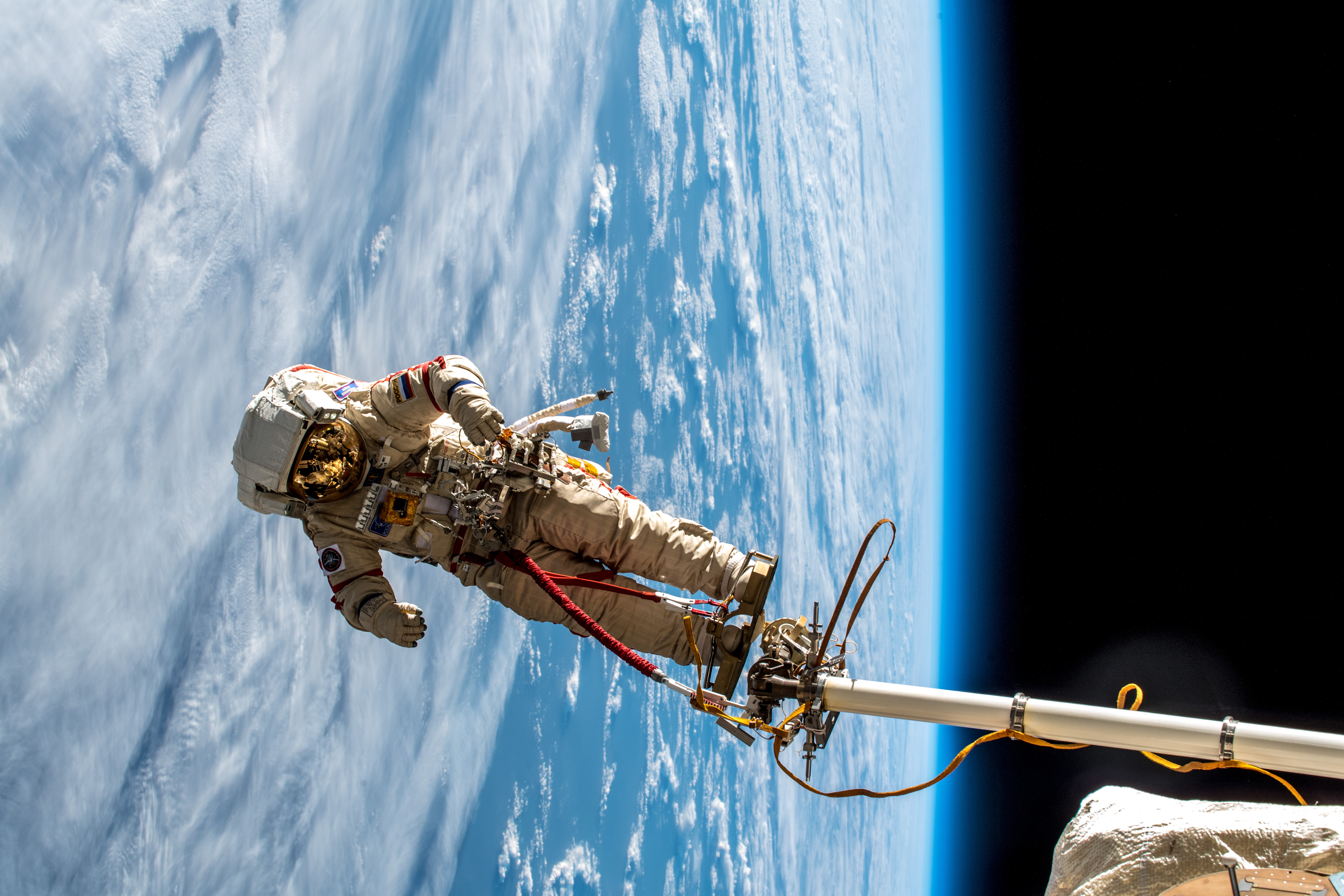
Kononenko all'esterno della ISS con addosso una tuta Orlan per le attività extraveicolari (EVA) nel dicembre 2018

Nel 1996 venne selezionato come candidato cosmonauta iniziando nell'ottobre del 1998 l'addestramento generale dello spazio per il programma della Stazione Spaziale (ISS). Tra il 2001 e il 2004 si addestrò come ingegnere di volo di riserva della Sojuz TM-34 per le Expedition 9 e Expedition 11. Nel 2006 venne assegnato come membro dell'equipaggio principale della Sojuz TMA-12 (Expedition 17).

#### Sojuz TMA-12 (Expedition 17)
Partì pe la sua prima missione spaziale l'8 aprile 2008, a bordo della Sojuz TMA-12 con il comandante della Sojuz Sergej Volkov e l'astronauta coreana Yi So-yeon. Nei 198 giorni in cui rimase nello spazio svolse, insieme a Volkov, due attività extraveicolari del tempo complessivo di 12 ore e 12 minuti. Il 12 ottobre 2008 atterrò con Volkov e il turista spaziale Richard Garriott nel Kazakistan. 

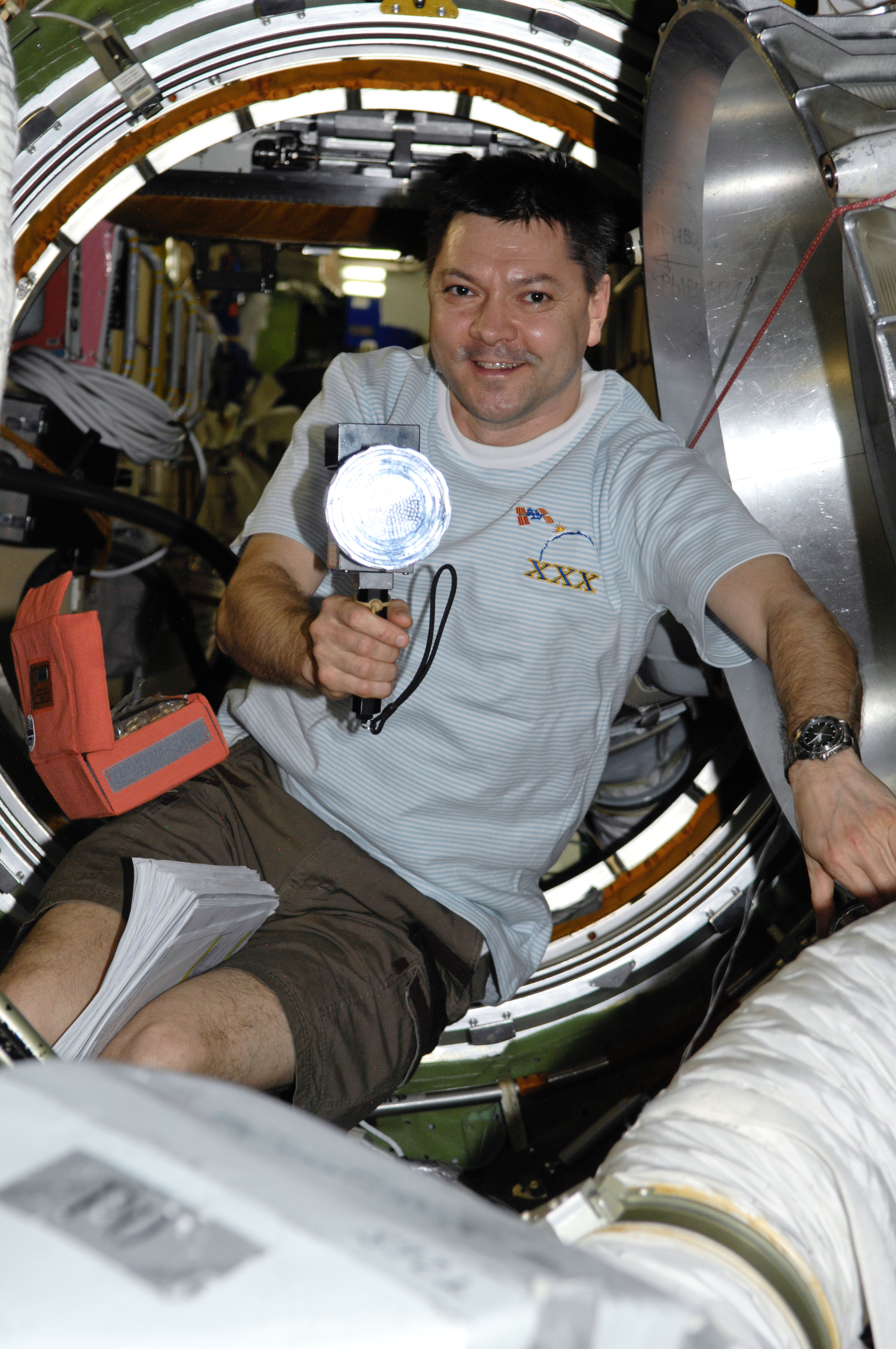
Kononenko lavora nel modulo Zvezda nel 2012

#### Sojuz TMA-03M (Expedition 30/31)
Tornò nello spazio il 21 dicembre 2011 come comandante della Sojuz TMA-03M insieme agli astronauti Donald Pettit e André Kuipers per prendere parte all'Expedition 30/31 sulla ISS. Anche in questa missione, oltre alle attività di ricerca scientifica, Kononenko svolse un'attività extraveicolare con il collega russo Anton Škaplerov il 16 febbraio per lavorare su una dei due braccio meccanici russi Strela fuori dalla ISS e sugli esperimenti scientifici esposti al vuoto. Il 27 aprile 2012, quando la Sojuz TMA-22 si sganciò dalla ISS con a bordo i compagni dell'Expedition 30, Kononenko assunse il comando per l'Expedition 31 fino al 1º luglio 2012, quando tornò sulla terra dopo 192 giorni di missione.

#### Sojuz TMA-17M (Expedition 44/45)
Kononenko venne assegnato all'Expedition 44/45 con i colleghi Kimiya Yui e Kjell Lindgren il cui lancio era previsto per luglio 2015. Il 22 luglio 2015 partì a bordo della Sojuz TMA-17M in direzione ISS, arrivando il giorno successivo. Durante i suoi 141 giorni nella ISS svolse numerosi esperimenti scientifici, manutenzione della ISS e attività di osservazione della Terra. Il 18 agosto prese parte all'esperimento Kontur-2, un esperimento congiunto tra DLR e Roscosmos in cui dovette pilotare dalla Stazione Spaziale Internazionale un robot situato sulla Terra. Kononenko con i suoi compagni a bordo della Sojuz TMA-17M si sganciò dal modulo Rassvet l'11 dicembre alle 9:49 UTC iniziando così il suo rientro sulla Terra, culminato circa tre ore dopo quando alle 13:12 UTC atterrò nelle steppe innevate del Kazakistan, a nord-est della città di Zhezqazgan. Kononenko alla fine di questa sua terza missione aveva accumulato 533 giorni, diventando la tredicesima persona per tempo complessivo nello spazio.

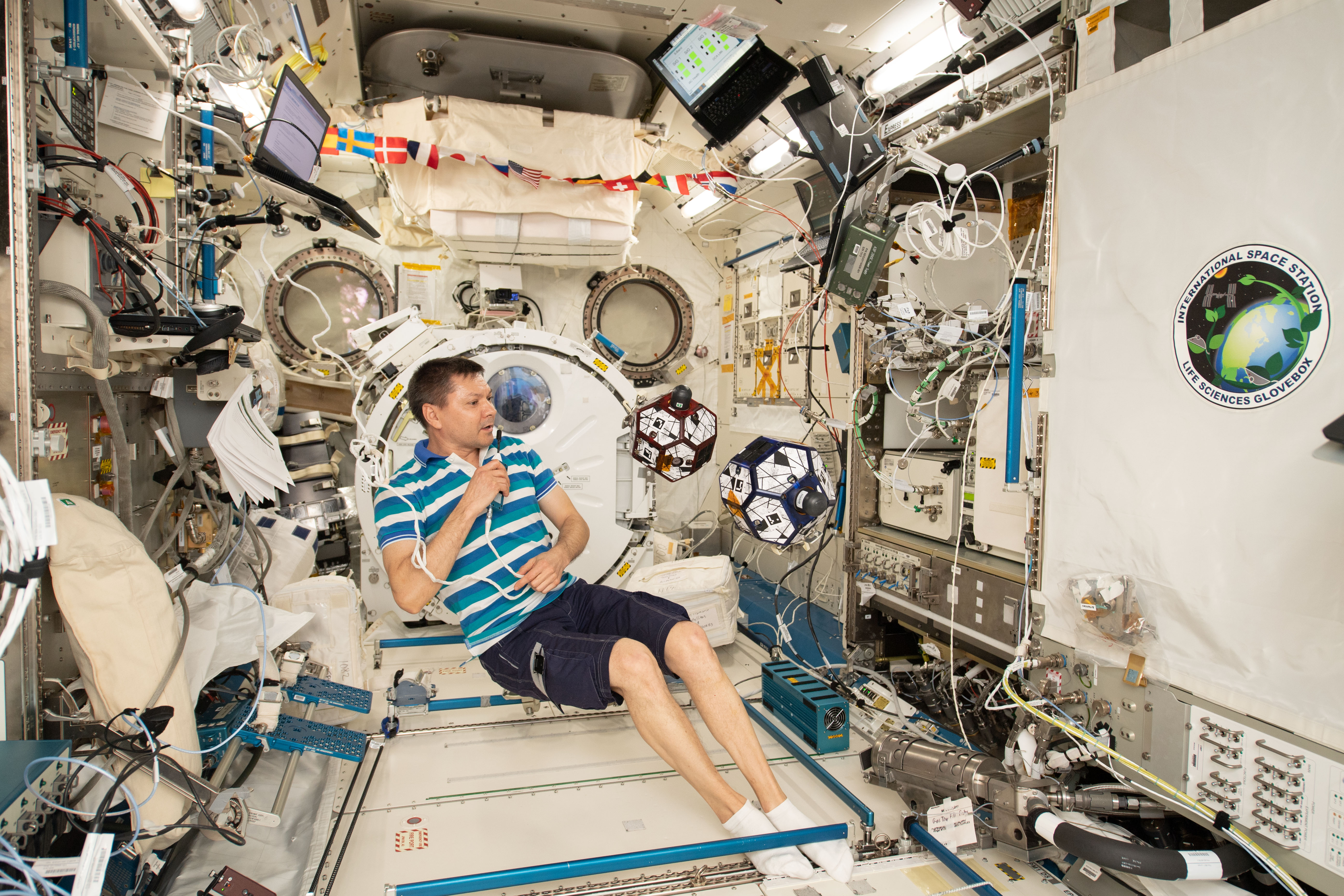
Kononenko lavora all'esperimento SPHERES nel modulo Kibo nel 2019

#### Sojuz MS-11 (Expedition 57/58/59)
Era stato assegnato alla missione Sojuz MS-11 (Expedition 58/59) il cui lancio era inizialmente previsto per il 20 dicembre 2018 ma a seguito dell'incidente della Sojuz MS-10 dell'11 ottobre 2018, i voli Sojuz e Progress vennero temporaneamente sospesi per accertare le cause dell'incidente. Dopo l'investigazione e la buona riuscita del lancio della Progress MS-10 del 16 novembre, Roscosmos decise di riprendere con i lanci degli equipaggi sulle Sojuz. Per ridurre il periodo in cui sulla ISS erano presenti solo tre astronauti (Sojuz MS-09), il lancio della Sojuz MS-11 venne anticipato, dal 20 dicembre al 3 dicembre 2018, prendendo parte all'ultimo periodo della Expedition 57. Il 3 dicembre 2018 partì per la sua quarta missione come comandante della Sojuz MS-11 con gli ingegneri di volo David Saint-Jacques e Anne McClain, raggiungendo la ISS sei ore dopo il lancio. 
Il 29 agosto 2018, diversi mesi prima del lancio di Kononenko, venne rinvenuto un foro nel modulo orbitale della navicella Sojuz MS-09 agganciata sulla ISS; per prelevare dei campioni da portare a Terra e investigare sull'accaduto prima del rientro della Sojuz MS-09 del 20 dicembre 2018, i cosmonauti Kononenko e Sergej Prokop'ev svolsero un'EVA di 7 ore e 45 minuti all'esterno della Sojuz MS-09. Durante l'EVA, non essendo la Sojuz dotata di corrimani esterni utili per lo svolgimento dell'EVA, fecero uso dei due bracci meccanici russi Strela, Strela-1 e Strela-2, per arrivare e lavorare intorno al luogo del foro. Proseguirono strappando una piccola parte dell'isolamento multistrato (MLI) con un coltello e il rivestimento metallico anti-micrometeoriti (MMOD) con delle cesoie per raggiungere il foro situato ella struttura metallica della Sojuz; una volta arrivati al foro fecero delle foto e prelevarono dei campioni da riportare sulla Terra, concludendo l'EVA. In previsione del rientro sulla Terra della Sojuz MS-09 con il suo equipaggio, il comandante della ISS per l'Expedition 57, Alexander Gerst, passò il comando della ISS a Kononenko per la missione Expedition 58. Nei tre mesi di Expedition 58, Kononenko fu l'unico cosmonauta a bordo e quindi l'unico responsabile del Segmento orbitale russo, svolgendo attività di manutenzione, attività scientifica e supervisionando l'arrivo e la partenza dei veicoli cargo russi Progress. Il 3 marzo 2019 supervisionò l'attracco automatico, andato a buon fine, del volo di prova della navicella per equipaggio SpaceX Crew Dragon Demo 1 per conto di Roscosmos, preoccupata della mancanza di ridondanza del sistema di attracco del nuovo veicolo e della possibilità di danneggiamento della ISS in caso di malfunzionamenti.
Dopo quasi tre mesi di lavoro solitario per Kononenko e gli altri due membri della Sojuz MS-11, il 15 marzo arrivò sulla ISS la Sojuz MS-12 che concluse l'Expedition 58 e diede inizio all'Expedition 59, riportando da tre a sei i membri l'equipaggio della ISS. Kononenko continuò a ricoprire il ruolo di comandante della ISS anche per l'Expedition 59. Il 29 maggio svolse una seconda EVA con il cosmonauta Aleksej Ovčinin per recuperare degli esperimenti scientifici, pulire delle finestre del Segmento russo e riposizionare dell'hardware, accumulando 32 ore e 13 minuti all'esterno della ISS. Fece ritorno sulla Terra il 24 giugno 2019 atterrando nelle steppe del Kazakistan a bordo della Sojuz MS-11, accumulando 736 giorni nello spazio.

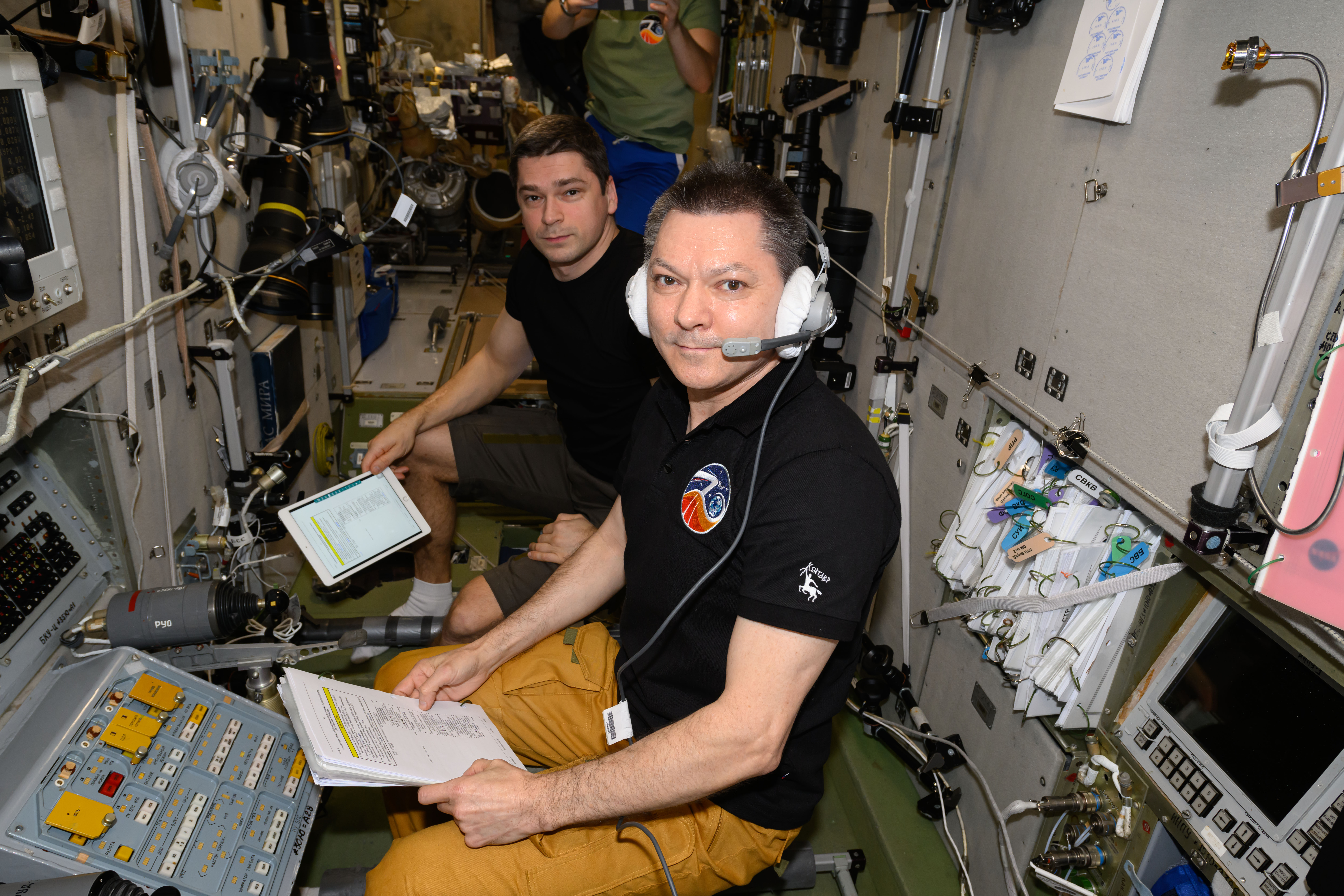
Kononenko e Čub monitorano il docking della Progress MS-27 dalla postazione del TORU nel modulo Zvezda

#### Sojuz MS-24 (Expedition 70/71)
Era stato assegnato come comandante della missione spaziale Sojuz MS-23 per la missione di lunga durata Expedition 69/70 sulla ISS il cui lancio era previsto per marzo 2023 ma, a causa dell'incidente della Sojuz MS-22 del dicembre 2022, Kononenko e il suo equipaggio (Nikolaj Čub e Loral O'Hara) vennero trasferiti alla Sojuz MS-24 (Expedition 69/70). Per permettere di effettuare la missione di breve durata della partecipante al volo bielorussa Marina Vasilevskaja (Sojuz MS-25), nel maggio 2023 Roscosmos annunciò che Kononenko e Čub trascorreranno un anno nello spazio (Expedition 70/71). Il lancio della Sojuz MS-24 è avvenuto il 15 settembre 2023 dal Cosmodromo di Bajkonur. Il 6 febbraio batte il record di 878 giorni fissato dal cosmonauta Gennadij Padalka per totale di giorni trascorsi nello spazio non consecutivamente. L'11 marzo 2024 divenne il comandante della ISS per la terza volta, ricevendo il comando dall'astronauta Andreas Mogensen. Il 4 giugno 2024 raggiunse i 1000 giorni di permanenza in orbita non consecutivi. Nel suo periodo in orbita, oltre a svolgere attività scientifica e supervisionare l'arrivo e la partenza delle navicelle russe, svolse due attività extraveicolari con Čub all'esterno del Segmento russo della durata totale di 12 ore e 17 minuti, accumulando più di 44 ore all'esterno della ISS durante 7 EVA. Tornò sulla Terra il 23 settembre 2024 dopo un anno e dieci giorni (374 giorni) di missione, accumulando 1110 giorni nello spazio.

## Vita privata
Oleg Dmitriýewiç Kononenko è nato il 21 giugno 1964 a Chardjui (ora Türkmenabat), nell'Unione Sovietica (ora Turkmenistan) in una famiglia semplice. Il padre, Dmitriý Iwanoviç Kononenko, lavorava come autista in una società di autotrasporto mentre la madre, Taisiý Stepanowna Çurakowa, era un'operatrice delle comunicazioni nell'aeroporto di Türkmenabat. Kononenko si diplomò al liceo Nº15 della città di Türkmenabat, ottenendo ottimi voti in turkmeno. Ha studiato in una scuola di pallavolo; era un membro della squadra giovanile del Turkmenistan. Kononenko è sposato con Tatiana Mikhailovna Kononenko e hanno due figli.